# Киреев, Юрий Ильич
Ю́рий Ильи́ч Кире́ев (16 октября 1923, Новгород-Северский — 10 марта 1988, Москва) — советский артист театра и кино.

## Биография
Ю. И. Киреев родился 16 октября 1923 года в городе Новгород-Северском (ныне Черниговская область Украины).

Окончил московскую среднюю школу в 1941 году. С сентября по декабрь 1941 — актёр драматического театра в городе Чкалов.
Участник Великой Отечественной войны. В январе 1942 года призван в ряды РККА, направлен на обучение в Чкаловское артиллерийское училище.

С декабря 1942 года — воевал на фронте. Младший лейтенант, командир взвода 1078 зенитно-артиллерийского полка. В сентябре 1944 года был ранен и до января 1945 года находился на излечении в госпитале. Затем служил в отделе кадров МВО, находился в резерве артиллерии УрВО. Осенью 1945 года был демобилизован. 
В 1945 году Юрий Киреев поступил на экономический факультет ВГИКа.
В 1946 году оставил ВГИК и поступил на актерский факультет театрального училища имени Б. В. Щукина. Учился на курсе Е. Г. Алексеевой и Л. М. Шихматова.

В 1950 году после окончания училища был принят в труппу МАТС.

В августе 1951 года Киреев — артист Второго драматического театра ГСВГ.

В 1952—1953 годах работал диктором, режиссëром и монтажëром на радиостанции «Волга».

В 1953 году Юрий Киреев — актёр МАДТ имени Моссовета.
В 1954 года он был приглашëн в Театр Советской Армии ЦГВ в Австрии и Венгрии.

В 1955—1988 годах — работал в Театре-студии Киноактера и находился в штате киностудии «Мосфильм»
Был женат на учительнице немецкого языка Ильиной Людмиле Григорьевне, вместе они воспитали дочь Марию. Мария также как и отец была актрисой театра. Однако большую часть жизни работала не в театре. Его жена и дочь трагически погибли во время пожара дома. Его внук, сын Марии Сергей, закончил Московскую государственную юридическую академию и, как и его отец, много лет проработал на государственной гражданской службе.
Ю. И. Киреев умер 10 марта 1988 года. Похоронен в Москве на Донском кладбище.
Юрий Ильич Киреев — драматический актёр. Играл, в основном, сильных мужественных персонажей, среди которых преобладали военные и милиционеры.

## Роли в театре
- Игорь Снежков — «Человек с именем»
- Муради — «Женихи»
- поручик Неклюдов — «Незабываемый 1919-й» В. В. Вишневского
- Тятин — «Достигаев и другие» М. Горького
- Флориндо — «Слуга двух господ» К. Гольдони
- Роман — «Поют жаворонки» К. Крапивы
- Мересьев — «Настоящий человек» Б. Н. Полевого
- Мулин — «Невольницы» А. Н. Островского
- Чистяков — «Хрустальный ключ»
- Иван Рощин — «Три солдата»
- Быстров — «Ах, сердце…»
- Стрельский — «Директор»
- Прибыткин — «Варвары» М. Горького
- Панин — «Русские люди» К. М. Симонова
- Дуардо — «Дурочка» (на темы Лопе де Вега и Эразма Роттердамского) и другие.

## Роли в кино
1. 1956 — Дело № 306 — старшина Софронов, сбитый регулировщик
2. 1956 — Весна на Заречной улице — эпизод
3. 1956 — Карнавальная ночь — парень за столиком
4. 1956 — Ты молодец, Анита! — моряк-подпольщик
5. 1957 — Екатерина Воронина — Николай Фёдорович Ермаков, крановщик
6. 1957 — Ленинградская симфония — Гапоненко
7. 1957 — Ночной патруль — капитан Соболев
8. 1958 — На дорогах войны — Крыленко
9. 1958 — Добровольцы — летчик, друг Уфимцева
10. 1958 — Матрос с «Кометы» — член команды «Кометы»
11. 1959 — Я вам пишу… — Дима
12. 1959 — Человек меняет кожу — Тарелкин
13. 1960 — Последние залпы — Овчинников
14. 1960 — Испытательный срок — Пашка Ожерельев
15. 1960 — За городской чертой — Санду
16. 1961 — Любушка — Никола, матрос
17. 1961 — Человек ниоткуда — водитель поливальной машины (нет в титрах)
18. 1962 — Капитаны голубой лагуны — турист
19. 1962 — Гусарская баллада — гусар-партизан
20. 1962 — Девять дней одного года — земляк Гусева
21. 1962 — Мы, двое мужчин — парень в пивной
22. 1962 — Остров Ольховый (телевизионный) — рабочий
23. 1963 — Ты не один — эпизод
24. 1963 — Оптимистическая трагедия — матрос
25. 1964 — Где ты теперь, Максим? — Живчик
26. 1964 — Мимо окон идут поезда — майор
27. 1964 — Пядь земли — солдат с письмом
28. 1964 — Дайте жалобную книгу — Маркин
29. 1965 — Дорога к морю — лейтенант
30. 1965 — Время, вперёд! — эпизод
31. 1965 — Заговор послов — чекист
32. 1965 — Мы, русский народ — солдат
33. 1965 — Они не пройдут — таксист
34. 1965 — Залп «Авроры» — эпизод
35. 1966 — По тонкому льду — сотрудник НКВД
36. 1966 — Неуловимые мстители — бандит
37. 1966 — Дикий мёд — Кустов, танкист
38. 1966 — Берегись автомобиля — милиционер (нет в титрах)
39. 1966 — Чёрт с портфелем — эпизод
40. 1966 — Сказка о царе Салтане — корабельщик
41. 1967 — Дом и хозяин — эпизод
42. 1967 — Туннель — эпизод
43. 1967 — Крепкий орешек — эпизод
44. 1967 — Места тут тихие — офицер пехотных войск
45. 1967 — Путь в «Сатурн» — диверсант
46. 1967 — Доктор Вера — Кирпач
47. 1968 — Мёртвый сезон — эпизод (нет в титрах)
48. 1969 — Адъютант его превосходительства (телевизионный) — эпизод
49. 1969 — Песнь о Маншук — Симаков
50. 1970 — Красная площадь — эпизод
51. 1970 — Опекун — водитель машины аварийной службы
52. 1970 — Освобождение (киноэпопея) — солдат
53. 1970 — Когда расходится туман — Тимоха, браконьер
54. 1970 — Узники Бомона — Бондарь
55. 1971 — Седьмое небо — эпизод
56. 1971 — Человек с другой стороны — чекист
57. 1972 — Визит вежливости — актёр театра
58. 1972 — Руслан и Людмила — русский военачальник
59. 1972 — Нюркина жизнь — эпизод
60. 1972 — Большая перемена (телевизионный) — друг Петрыкина (нет в титрах)
61. 1973 — Возврата нет (фильм, 1973) (телевизионный) — эпизод
62. 1973 — Райские яблочки — эпизод
63. 1974 — Такие высокие горы — завхоз школы
64. 1976 — Стажёр — клиент Александра Александровича
65. 1976 — Ты — мне, я — тебе — главврач
66. 1977 — Гонки без финиша
67. 1985 — Искренне Ваш — актёр
68. 1986 — Трава зелена

## Награды
- орден Отечественной войны 1-й степени (06.04.1985 г.)
- орден Красной Звезды (1947 г.)
- медаль «За оборону Москвы»
- медаль «За победу над Германией в Великой Отечественной войне 1941-1945 гг.»